# ابن عثیمین
محمد بن صالح بن محمّد بن سلیمان بن عبدالرحمن عثیمین تمیمی نجدی معروف به ابن عثیمین در ۱۴ ژوئن ۱۹۲۵ (۲۷ رمضان ۱۳۴۷) در شهر عنیزه واقع در ایالت قصیم در کشور عربستان سعودی متولّد شد. او از محمّد بن عبدالعزیز عقاید وهابی و فقه و صرف و نحو عربی را آموخت. در نزد عبدالرحمن بن ناصر السعدی تفسیر و اصول و فرائض را تحصیل کرد. عبدالرحمن بن علی بن عودان، محمّد امین شنقطی، عبدالعزیز بن ناصر رشید، عبدالرحمن افریقی از جمله مدرّسان وی در بلاغت و ادبیات عرب بودند. در سال ۱۳۳۰، به ریاض رفت و در نزدعبدالعزیز بن باز فرائض و احکام را تلمذ کرد. در سال ۱۳۷۰ در دانشگاه اسلامی عنیزه شروع به تدریس کرد. در سال ۱۳۷۶، پس از عبدالرحمن سعدی، به عنوان امام و خطیب جمعه مسجد جامع عنیزه منصوب شد. و پس از مدتی ابن عثیمین به عنوان خطیب مسجد الحرام در مکّه منصوب شد. او در سال‌های ۱۳۸۴ و ۱۳۸۵ به ایراد سخنرانی در دانشگاه امّ‌القری مکّه در مسائل فقهی، عقیدتی، حدیث و تفسیر پرداخت و شرح آثار ابن تیمیه و ابن قیم الجوزیه را آغاز کرد. سپس به عنوان رئیس دانشگاه شریعت امام محمّد بن سعود در قصیم برگزیده شد. او همچنین در مجلس شریعت و اصول دانشگاه قصیم و هیئت علمای کبار عربستان عضویت داشت. در ۸ فوریه ۱۹۹۴ از سوی ملک فیصل نشان خدمت به اسلام به او اهدا گردید، وی از پیروان محمد بن عبدالوهاب و دعوت سلفیه در توحید است. او در روز چهارشنبه ۱۵ شوال ۱۴۲۱ (۱۰ ژانویه ۲۰۰۱) در سن هفتاد و چهارسالگی درگذشت. 

## آثار
1. تفسیر آیات الکرسی
2. تفسیر عمّ جزء قرآن کریم
3. تفسیر سورهٔ بقره
4. تفسیر سورهٔ کهف
5. کتاب العلم (مجموعه حدیث)
6. شرح ریاض الصالحین
7. جامعة الحدیث (مجموعه حدیث)
8. عقیدة اهل السنة و الجماعة
9. صفات الله و اسمائه الحسنی
10. قول مفید علی کتاب التوحید
11. شرح کشف الشبهات
12. شرح عقائد الواسطیّة
13. شرح عقائد السماویة
14. شرح لمعات الاعتقاد
15. شرح اصول الإیمان
16. شرح اصول الثلاثة
17. فتاوی لارکان الاسلام
18. مجموعة الفتاوی
19. شرح زاد المستغنی
20. عمدة الأحکام